# Instalacja gazowa

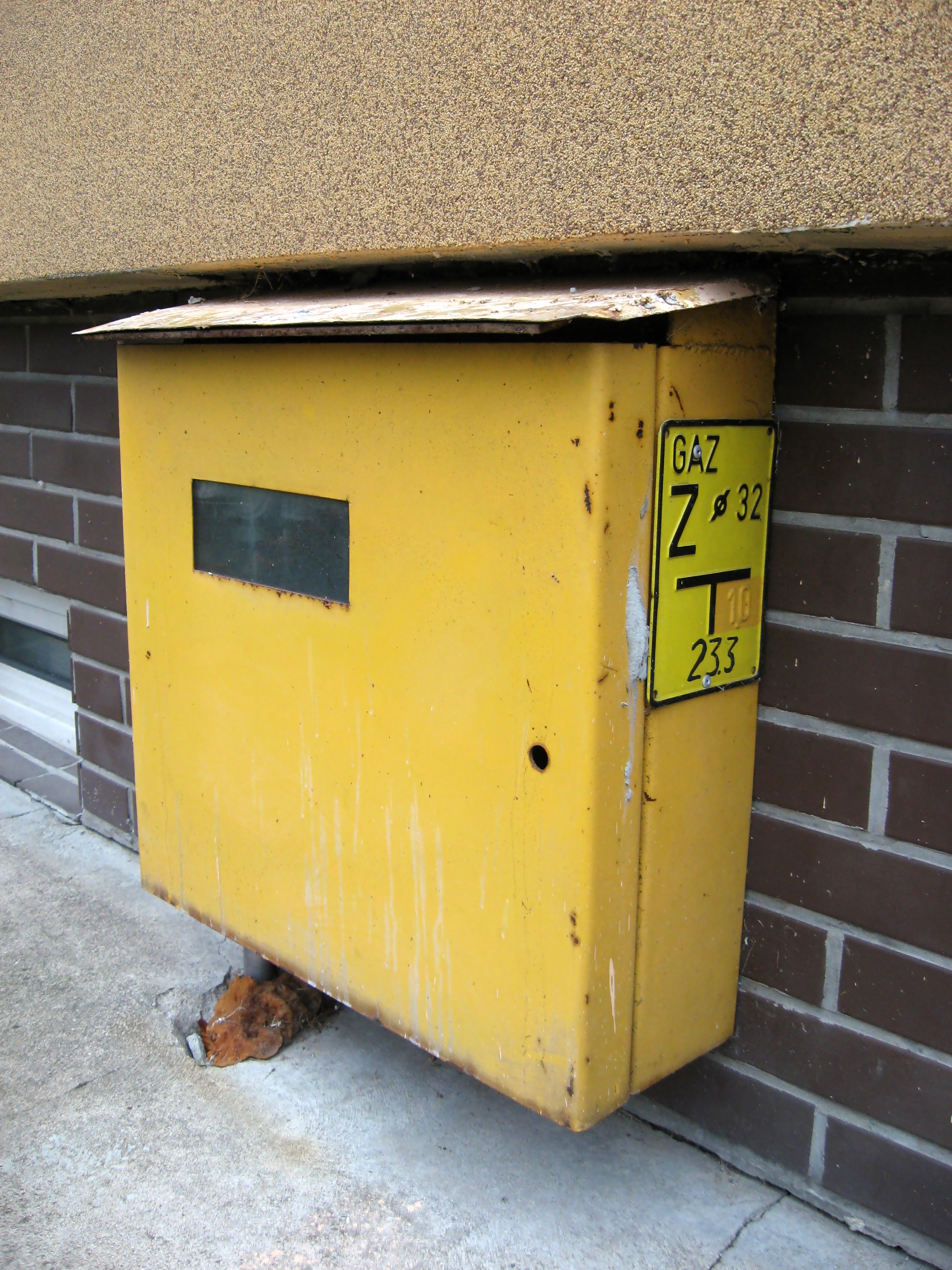
Skrzynka gazowa

Instalacja gazowa – instalacja zasilana z sieci gazowej, stanowiąca układ przewodów za kurkiem głównym, prowadzonych na zewnątrz lub wewnątrz budynku, wraz z armaturą, kształtkami i innym wyposażeniem, a także urządzeniami do pomiaru zużycia gazu, urządzeniami gazowymi oraz przewodami spalinowymi lub powietrzno-spalinowymi, jeżeli są one elementem wyposażenia urządzeń gazowych.
Gaz w sieci prowadzony jest pod ciśnieniem i w zależności od jego wartości rozróżniamy:
- gazociągi wysokiego ciśnienia (powyżej 1,6 MPa)
- gazociągi podwyższonego średniego ciśnienia (pomiędzy 0,5 MPa a 1,6 MPa)
- gazociągi średniego ciśnienia (pomiędzy 10 kPa a 0,5 MPa)
- gazociągi niskiego ciśnienia (poniżej 10 kPa)...

Główne rodzaje gazu rozprowadzanego na terenie Polski:
- E' (dawna nazwa GZ-50) – gaz ziemny wysokometanowy,
- Lw (dawna nazwa GZ-41.5) – gaz ziemny zaazotowany.
- Ls (dawna nazwa GZ-35) – gaz ziemny zaazotowany.

Polscy odbiorcy zaopatrywani są w trzy rodzaje gazu - Ls - w okolicach kopalni gazu ziemnego, Lw, oraz E.
Gazociągi wysokiego ciśnienia to główne magistrale sieci gazowej. Celem zmniejszenia ciśnienia gazu w sieci stosuje się stacje redukcyjno-pomiarowe. Powstała w wyniku tego sieć średniociśnieniowa rozprowadza gaz dalej. Do końcowego odbiorcy dociera zazwyczaj gaz niskociśnieniowy.

## Sprzęt gazowy
- reduktor ciśnienia
- zawór redukcyjny
- Kształtki i kolanka
- Trójniki rewizyjne
- Filtry
- zawór kulowy odcinający
- gazomierz

## Najpopularniejsze domowe odbiorniki gazu
- kocioł gazowy (centralne ogrzewanie z funkcją podgrzewu wody użytkowej)
- Podgrzewacz ciepłej wody użytkowej
- kuchnia gazowa
- kominek gazowy

## Bezpieczeństwo
Z uwagi na łatwopalność i wybuchowość gazu, zasady wykonywania instalacji określają przepisy Prawa Budowlanego i rozporządzeń wykonawczych, m.in. elementy instalacji gazowej muszą posiadać odpowiednią szczelność i być przebadanymi z uwagi na dopuszczalne ciśnienie panujące w instalacji. Instalację gazową prowadzi się przeważnie nadtynkowo w odpowiedniej odległości od innych instalacji (np. instalacji elektrycznej). Przejścia przez przegrody budowlane muszą być osłonięte specjalnymi tulejami. Często dla większych instalacji stosuje się detektory gazu wraz z systemem alarmowym. 